# Подлётное время
Подлётное время (воздушных целей) — временной промежуток между моментом обнаружения передовыми системами радилокационного дозора средств воздушного нападения противника и моментом достижения ими рубежей уничтожения, которые могут быть установлены зонами боевых действий зенитно-ракетных комплексов ПВО или рубежами перехвата воздушных целей истребителями-перехватчиками. Подлётное время зависит от высоты полёта воздушных целей (которая, как правило, невелика) и определяет сроки приведения сил и средств ПВО в боевую готовность.
В военно-воздушных силах понятие подлётное время часто имеет смысл временного промежутка между вылетом летательного аппарата на выполнение боевой задачи и моментом достижения им заданной цели.